# Nelson Freitas
Nelson Freitas (Rotterdam, 4 april 1975) is een Nederlands zanger, songwriter en muziekproducent. Freitas is internationaal succesvol met zijn mix van stijlen als r&b, hiphop, zouk, kizomba en Kaapverdische invloeden.

## Biografie
Freitas groeide op in Rotterdam. Zijn ouders komen uit Kaapverdië. Als kind danste hij graag, hij vormde een dansgroep met zijn broer en vrienden, ze namen deel aan danscompetities zoals breakdancecompetities. Hij voetbalde ook een tijdje, tot een blessure daar een einde aan maakte, en overwoog nog een tijdje om kok te worden. Uiteindelijk koos hij voor muziek. Thuis hoorde hij Kaapverdische muziekstijlen zoals morna en coladeira, met vrienden luisterde hij naar r&b, hiphop en zouk.
Eind jaren 1990 vormde hij met vrienden de groep Quatro (later Quatro Plus). Ze maakten drie cd's met een mix van hiphop, r&b, zouk en kizomba, verkochten miljoenen platen en waren succesvol in Kaapverdië, Angola en Mozambique. Freitas leerde in de eerste jaren veel over muziek van zijn oom, een dj.
In 2006 bracht hij zijn eerste solo-album Magic uit met songs in het Engels en Kaapverdisch-Creools. Later ging hij ook in het Portugees zingen. Zijn muziek is een mix van stijlen als r&b, hiphop, zouk, kizomba en Kaapverdische invloeden. Zelf noemt hij artiesten als Kanye West, Jay-Z, The Weeknd en Pharrell Williams als invloeden. Op zijn album Black Butterfly (2024) voegde hij afrobeats-invloeden toe aan zijn muziek. Hij werkte hiervoor samen met de Nigeriaanse muziekproducenten en songwriters Ozedikus Nwanne, Blaisebeatz en Kel-P.
Op zijn albums werkte hij samen met internationale artiesten als Mayra Andrade, Kaysha, Anselmo Ralph, C4 Pedro, Richie Campbell, Mr Eazi en Juan Magan. Freitas werkte ook samen met diverse Nederlandse artiesten, hij bracht tracks uit met onder andere Broederliefde, Kempi, Bokoesam, $hirak en Carlos Silva.
Freitas gaf optredens in veel verschillende landen, waaronder Kaapverdië, Mozambique, Angola, Portugal, de Verenigde Staten, Nederland, Frankrijk, het Verenigd Koninkrijk, Duitsland, Italië, Rusland, Zweden en Zwitserland. In Angola trad Freitas op in de Dream Space Arena in Luanda voor meer dan 10.000 bezoekers.
In Portugal trad Freitas jarenlang alleen op in clubs voor de Afrikaanse gemeenschap. In de jaren 2010 werden Afrikaanse genres als kizomba populair bij een breder Portugees publiek, wat Freitas de kans bood om door te breken in Portugal. Hij scoorde er diverse hits en gaf optredens op grote podia zoals de MEO Arena en de Coliseu dos Recreios. In 2016 was zijn muziekvideo Miúda Linda de meest bekeken muziekvideo in Portugal met ruim 18 miljoen weergaven.

## Hitsuccessen
Freitas scoorde diverse hits in Portugal. Enkele van zijn grootste hits daar zijn Break of Dawn (2016, bereikte de 7e plaats en stond 34 weken in de hitlijst) en Miúda Linda (2016, bereikte de 10e plaats en stond 28 weken in de hitlijst).
In Nederland scoorde Freitas hits met Cré sabe (2008) en Oh La La (2018). Cré sabe van Carlos Silva feat. Nelson Freita & Q-Plus bereikte de 52e plaats in de Single Top 100. Oh La La van Broederliefde feat. Nelson Freitas, de titelsong van Bon Bini Holland 2, bereikte de 41e plek in deze hitlijst.

## Erkenning en waardering
Freitas won enkele prijzen bij de African Entertainment Awards USA (onder andere voor beste mannelijke artist) en bij de Cabo Verde Music Awards. In 2017 won hij de Exportprijs bij de Rotterdam Music Awards. In 2022 werd hij genomineerd voor een Headies Award in de categorie beste West-Afrikaanse artiest van het jaar.
De Portugese publieke omroep RTP noemde Freitas een van de grootste en meest veelbelovende namen in kizomba, en een van de beste ambassadeurs van Kaapverdië wereldwijd. De Portugese krant Jornal de Notícias noemde Freitas in 2017 "een van de meest invloedrijke artiesten van vandaag".

## Discografie

### Met Quatro / Quatro Plus
- 1998: 4 VôZ
- 2002: Bem Consché
- 2006: Ultimo Viagem

### Solo
- 2006: Magic
- 2010: My Life
- 2013: Elevate
- 2015: Live at Coliseu dos Recreios
- 2016: Four
- 2021: Dpos D’Quarentena
- 2024: Black Butterfly